# 加茂警察署 (岐阜県)
加茂警察署（かもけいさつしょ）は、岐阜県警察が管轄する警察署の一つである。

## 所在地
- 岐阜県美濃加茂市古井町下古井2610番地

## 管轄区域
- 美濃加茂市
- 加茂郡
  - 川辺町
  - 坂祝町
  - 白川町
  - 富加町
  - 七宗町
  - 八百津町
  - 東白川村

## 沿革
- 1873年（明治6年）- 第23番取締局(加治田取締局)及び付属細目取締局が設置される。
- 1877年（明治10年）- 加治田取締局が上有知警察署加治田分署に、細目取締局が御嵩警察署細目分署に改称される。
- 1879年（明治12年）- 加治田分署は廃止され御嵩警察署太田分署が設置される。
- 1880年（明治13年）- 太田警察署として独立し、細目分署は太田警察署の管轄となる。
- 1926年（大正15年）- 細目分署は八百津警察署となる。[1]
- 1947年（昭和22年）- 警察制度改正により国家地方警察加茂地区警察署に再編。
- 1954年（昭和29年）- 警察制度改正により岐阜県加茂警察署となる。

## 組織
- 会計課 - 会計係
- 警務課 - 警務係、相談係
- 生活安全課 - 生活安全総務係、生活安全捜査係
- 地域課 - 地域係、通信指令係、機動警ら係
- 刑事課 - 捜査庶務係、強行犯係、盗犯係、鑑識係、知能・組織犯罪・国際捜査係
- 交通課 - 交通総務係、交通指導係、交通捜査係
- 警備課 - 警備係

## 交番
（ ）の中は所在地。

### 美濃加茂市
- 蜂屋交番（美濃加茂市蜂屋町上蜂屋3660-2）
- みの太田駅北交番（美濃加茂市大手町1丁目3番地）

### 川辺町
- 川辺交番（加茂郡川辺町中川辺169-3）

### 八百津町
- 八百津交番（加茂郡八百津町八百津3902-2）

## 警察官駐在所
（ ）の中は所在地。

### 美濃加茂市
- 加茂野警察官駐在所（美濃加茂市加茂野町今泉428）
- 下米田警察官駐在所（美濃加茂市下米田町西脇153-1）
- 山之上警察官駐在所（美濃加茂市山之上町2541）

### 坂祝町
- 坂祝警察官駐在所（加茂郡坂祝町取組35番地10）

### 白川町
- 蘇原警察官駐在所（加茂郡白川町赤河1570-7）
- 黒川警察官駐在所（加茂郡白川町黒川128-3）
- 下油井警察官駐在所（加茂郡白川町白山1665-1）
- 白川警察官駐在所（加茂郡白川町河岐720-6）

### 富加町
- 富加警察官駐在所（加茂郡富加町滝田1574-1）

### 七宗町
- 上麻生警察官駐在所（加茂郡七宗町上麻生2500-3）
- 神渕警察官駐在所（加茂郡七宗町神渕9910-2）

### 八百津町
- 久田見警察官駐在所（加茂郡八百津町久田見2746-3）

### 東白川村
- 東白川警察官駐在所（加茂郡東白川村神土574-3）

## 交通

### 交通機関
- 高山本線、太多線、長良川鉄道、美濃太田駅より徒歩約15分。
- あい愛バス（美濃加茂市コミュニティバス）「市街地循環線古井A」「市街地循環線古井B」で「可茂総合庁舎前」バス停下車。

### 自動車
- 国道21号総合庁舎前交差点

## 周辺
- 美濃加茂市役所
- 美濃加茂市文化会館
- 可茂総合庁舎（隣接）
- 中部脳リハビリテーション病院
- 太田病院
- 中山道太田宿
- 日本ライン